# 적보대 사건

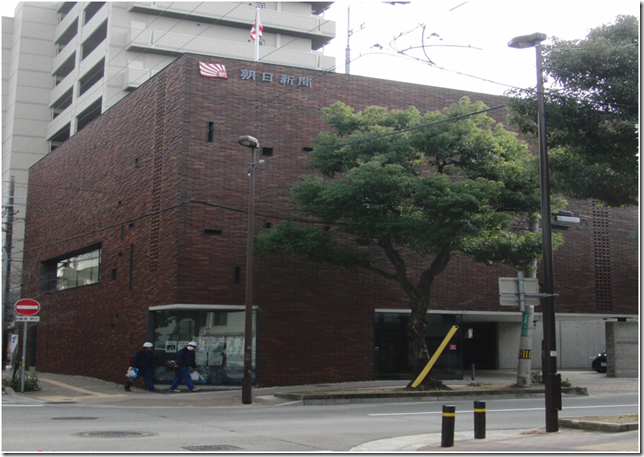
기자 2명이 테러로 순직한 아사히신문 한신지국.

적보대 사건(일본어: 赤報隊事件 세키호타이지켄[*])은 1987년부터 1990년까지 "적보대"를 자칭하는 정체불명의 범인이 일으킨 연속 테러 사건이다. 일본 경찰청 광역중요지정 번호에서 광역중요지정 116호 사건(일본어: 広域重要指定116号事件 코우이키쥬요시테이햐쿠쥬로쿠고지켄[*])이라고도 부른다.
적보대 사건이란 다음의 일련의 연속테러 및 협박 사건을 통칭하는 것이다.
- 아사히신문 한신지국 습격사건
- 아사히신문 나고야 본사 직원 기숙사 습격사건
- 아사히신문 시즈오카 지국 폭파 미수사건
- 나카소네 야스히로, 다케시타 노보루 두 전직 총리대신 협박사건
- 에조에 히로마사 리크루트 회장 자택 총격사건
- 아이치 한인회관 방화사건

2014년 현재에도 범인 체포는커녕 특정도 하지 못해 미제 사건으로 남았다. 공소시효는 2003년 만료되었다.